# Nossa Senhora do Bispo
Nossa Senhora do Bispo is een plaats (freguesia) in de Portugese gemeente Montemor-o-Novo en telt 5411 inwoners (2001).